# Alain Bashung

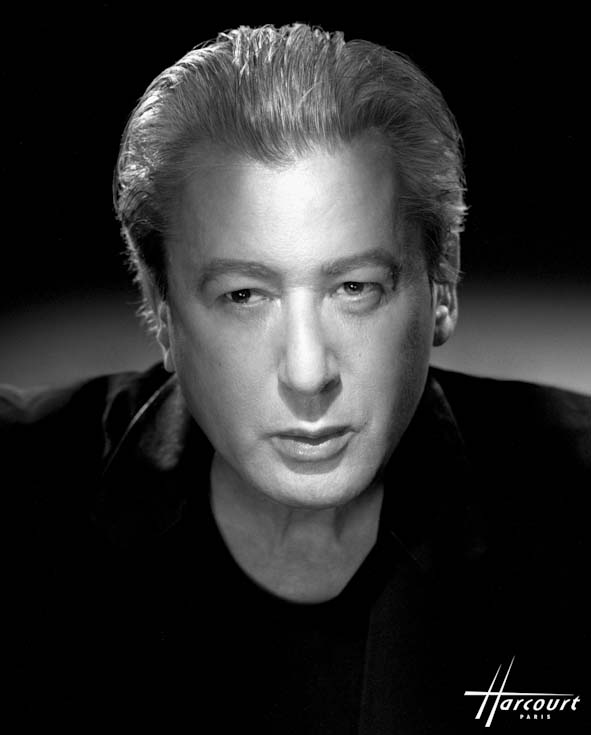
Alain Bashung (2007)

Alain Bashung (* 1. Dezember 1947 in Paris als Alain Baschung; † 14. März 2009 ebenda) war ein französischer Sänger und Schauspieler.

## Leben
Alain Bashung war der Sohn einer Arbeiterin aus den Pariser Vororten. Sein Vater war algerischer Herkunft; er hat ihn nie gekannt. Er wuchs in der Familie seines Stiefvaters im Elsass auf. Mit fünf Jahren entdeckte er die Musik von Kurt Weill. Nachdem er 1959 nach Paris zurückgekehrt war, kam er in den 1960ern mit Rock-Musik in Kontakt. Seine ersten Titel veröffentlichte er ab 1966, darunter Pourquoi rêvez-vous des Etats-Unis oder Les Romantiques. In den folgenden Jahren erschienen mehrere Platten. Alain Bashung trat in dieser Zeit zu Anfang erfolglos unter den Pseudonymen David Bergen und Hendrick Darmen auf. 1973 spielte und sang er die Rolle des Maximilien de Robespierre in Claude-Michel Schönbergs Musical La Revolution Française.
1979 erschien mit Roulette Russe eine Platte mit melancholischen Themen. Mit dem Song Gaby (1980) wurde er schließlich bekannt. Mit Vertige de l’Amour (Platte: Pizza) konnte er seinen Erfolg stabilisieren. Die darauffolgenden Platten sind v. a. durch ihre schmerzhafte Schwermut charakterisiert, besonders Play Blessures (1982, in Zusammenarbeit mit Serge Gainsbourg) und Figure Imposée (1983) oder Novice (1989). Novice ist die erste Platte, deren Texte zum Teil von Jean Fauque geschrieben wurden. Ab 1989 entwickelt sich ihre Zusammenarbeit, die 1991 zum großen Erfolg von Osez Josephine führt.
Die 1990er-Jahre waren für Bashung die Zeit des wachsenden Ruhms. 1994 erschien das Album Chatterton mit dem Song Ma petite Entreprise. 1998 veröffentlichte er mit Fantaisie Militaire und den Songs "La Nuit je mens" sowie "Aucun Express" ein melancholisches Album, das sowohl den Kritikern als auch dem Publikum gefiel. Fantaisie Militaire wurde 2005 zum besten französischen Album der letzten 20 Jahre gewählt.
L’Imprudence (2002) war kein kommerzieller Erfolg, doch wurde das literarische Album von Kritikern gelobt.
2007 spielten Alain Bashung und der belgische Sänger Arno im Film J’ai toujours rêvé d’être un gangster von Samuel Benchetrit in der 3. Geschichte einstmals erfolgreiche Sänger, die durch die Provinz tingeln und sich zufällig begegnen. Bei einem Kaffee reden sie über die Welt und ihr Leben und versuchen, voreinander ihren Bedeutungsverlust zu verbergen.

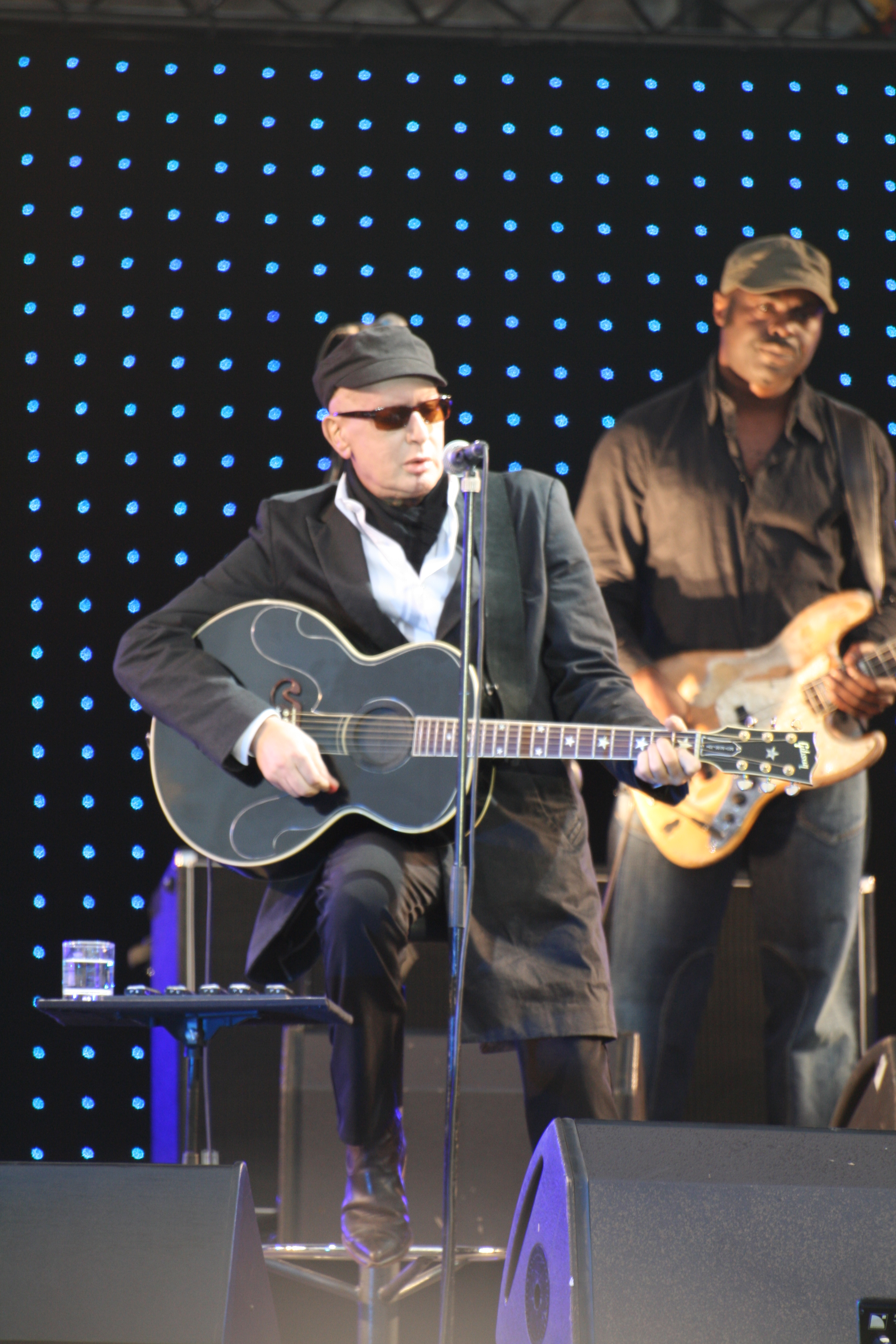
Alain Bashung (2008)

2008 erschien Bleu Pétrole. Neben Jean Fauque arbeitete auch Gérard Manset an diesem Album mit, das von der Kritik als ein poetisches Meisterwerk bezeichnet wurde und zu einem kommerziellen Erfolg wurde. Im August 2008 gab Bashung bekannt, dass er an Lungenkrebs leide, setzte allerdings seine Konzerte fort. Ende Februar 2009 musste er aus gesundheitlichen Gründen mehrere Konzerte absagen. Am 28. Februar 2009 erhielt er drei Preise bei den Victoires de la Musique. Insgesamt erhielt er elf Auszeichnungen. Alain Bashung starb im März 2009 an den Folgen seiner Erkrankung.

## Diskografie

### Studioalben
| Jahr                        | Titel                                      | Höchstplatzierung, Gesamtwochen, AuszeichnungChartplatzierungen (Jahr, Titel, Platzierungen, Wochen, Auszeichnungen, Anmerkungen) | Höchstplatzierung, Gesamtwochen, AuszeichnungChartplatzierungen (Jahr, Titel, Platzierungen, Wochen, Auszeichnungen, Anmerkungen) | Höchstplatzierung, Gesamtwochen, AuszeichnungChartplatzierungen (Jahr, Titel, Platzierungen, Wochen, Auszeichnungen, Anmerkungen) | Anmerkungen                                                               |
| Jahr                        | Titel                                      | FR | BEW | CH | Anmerkungen                                                               |
| --------------------------- | ------------------------------------------ | --- | --- | --- | ------------------------------------------------------------------------- |
| 1977                        | Roman-photos                               | — | — | — |                                                                           |
| 1979                        | Roulette russe                             | FR— GoldFR | — | — |                                                                           |
| 1981                        | Pizza                                      | FR— GoldFR | — | — |                                                                           |
| 1982                        | Play blessures                             | — | — | — |                                                                           |
| 1983                        | Figure imposée                             | — | — | — |                                                                           |
| 1986                        | Passé le Rio Grande                        | — | — | — |                                                                           |
| 1989                        | Novice                                     | FR186 a (1 Wo.)FR | — | — |                                                                           |
| 1991                        | Osez Joséphine                             | FR50 a Platin · (27 Wo.)FR | — | — |                                                                           |
| 1994                        | Chatterton                                 | — | — | — | Erstveröffentlichung: 13. Juni 1994                                       |
| 1998                        | Fantaisie militaire                        | FR1 Platin · (44 Wo.)FR | BEW15 (15 Wo.)BEW | — | Erstveröffentlichung: 6. Januar 1998                                      |
| 2002                        | L’imprudence                               | FR1 Gold · (19 Wo.)FR | BEW2 (6 Wo.)BEW | CH46 (3 Wo.)CH | Erstveröffentlichung: 21. Oktober 2002                                    |
| 2002                        | Cantique des Cantiques                     | — | — | — | Erstveröffentlichung: 5. November 2002 mit Chloé Mons                     |
| 2006                        | La Ballade de Calamity Jane                | — | — | — | Erstveröffentlichung: 17. Oktober 2006 mit Chloé Mons und Rodolphe Burger |
| 2008                        | Bleu pétrole                               | FR1 Platin · (138 Wo.)FR | BEW2 Gold · (100 Wo.)BEW | CH11 Gold · (29 Wo.)CH | Erstveröffentlichung: 24. März 2008                                       |
| Posthume Veröffentlichungen |                                            | | | |                                                                           |
|                             |                                            | | | |                                                                           |
| 2011                        | L’homme à tête de chou                     | FR18 (8 Wo.)FR | BEW26 (5 Wo.)BEW | CH76 (1 Wo.)CH | Erstveröffentlichung: 7. November 2011                                    |
| 2014                        | Fantaisie militaire – Super Deluxe Edition | — | BEW49 (3 Wo.)BEW | — | Re-Release                                                                |
| 2018                        | En amont                                   | FR3 Platin · (42 Wo.)FR | BEW8 (25 Wo.)BEW | CH5 (12 Wo.)CH | Erstveröffentlichung: 23. November 2018                                   |
| 2019                        | Covers                                     | FR107 (2 Wo.)FR | BEW116 (3 Wo.)BEW | — | Erstveröffentlichung: 19. Februar 2019 Coveralbum; Charteinstieg: 2021    |

grau schraffiert: keine Chartdaten aus diesem Jahr verfügbar

### Livealben
| Jahr | Titel                         | Höchstplatzierung, Gesamtwochen, AuszeichnungChartplatzierungen (Jahr, Titel, Platzierungen, Wochen, Auszeichnungen, Anmerkungen) | Höchstplatzierung, Gesamtwochen, AuszeichnungChartplatzierungen (Jahr, Titel, Platzierungen, Wochen, Auszeichnungen, Anmerkungen) | Höchstplatzierung, Gesamtwochen, AuszeichnungChartplatzierungen (Jahr, Titel, Platzierungen, Wochen, Auszeichnungen, Anmerkungen) | Anmerkungen                             |
| Jahr | Titel                         | FR | BEW | CH | Anmerkungen                             |
| ---- | ----------------------------- | --- | --- | --- | --------------------------------------- |
| 1995 | Confessions publiques         | — | BEW46 (1 Wo.)BEW | — |                                         |
| 2004 | La tournée des grands espaces | FR36 Gold · (14 Wo.)FR | BEW40 (10 Wo.)BEW | — | Erstveröffentlichung: 1. Juni 2004      |
| 2009 | Dimanches à l’Élysée          | FR19 (24 Wo.)FR | BEW18 (20 Wo.)BEW | CH98 (1 Wo.)CH | Erstveröffentlichung: 16. November 2009 |
| 2022 | Live ’81                      | FR96 (1 Wo.)FR | — | — | Erstveröffentlichung: 18. März 2022     |
| 2025 | À l’Olympia                   | FR43 (2 Wo.)FR | BEW56 (1 Wo.)BEW | — | Erstveröffentlichung: 4. April 2025     |

Weitere Livealben
- 1985: Live Tour 85
- 1992: Tour Novice

### Kompilationen
| Jahr | Titel                       | Höchstplatzierung, Gesamtwochen, AuszeichnungChartplatzierungen (Jahr, Titel, Platzierungen, Wochen, Auszeichnungen, Anmerkungen) | Höchstplatzierung, Gesamtwochen, AuszeichnungChartplatzierungen (Jahr, Titel, Platzierungen, Wochen, Auszeichnungen, Anmerkungen) | Höchstplatzierung, Gesamtwochen, AuszeichnungChartplatzierungen (Jahr, Titel, Platzierungen, Wochen, Auszeichnungen, Anmerkungen) | Anmerkungen                                                |
| Jahr | Titel                       | FR | BEW | CH | Anmerkungen                                                |
| ---- | --------------------------- | --- | --- | --- | ---------------------------------------------------------- |
| 1993 | Bashung                     | — | BEW29 (7 Wo.)BEW | — | Charteinstieg: 2000                                        |
| 1999 | Climax                      | FR65 a (1 Wo.)FR | BEW50 a (1 Wo.)BEW | — | Erstveröffentlichung: 24. August 1999                      |
| 2007 | Les 50 plus belles chansons | — | BEW15 a (28 Wo.)BEW | — | Erstveröffentlichung: 29. Oktober 2007                     |
| 2009 | À perte de vue              | FR108 (4 Wo.)FR | BEW64 (4 Wo.)BEW | — | Erstveröffentlichung: 27. November 2009                    |
| 2010 | Osez Bashung                | FR78 (43 Wo.)FR | BEW15 (22 Wo.)BEW | — | Erstveröffentlichung: 22. November 2010                    |
| 2017 | 50 plus belles chansons     | — | BEW76 (8 Wo.)BEW | — | Erstveröffentlichung: 29. Oktober 2017 Charteinstieg: 2019 |
| 2019 | Immortel - Intégrale        | FR191 (1 Wo.)FR | BEW120 (2 Wo.)BEW | — | Erstveröffentlichung: 1. März 2019                         |
| 2022 | En studio avec Bashung      | FR186 (1 Wo.)FR | — | — | Erstveröffentlichung: 14. Oktober 2022                     |
| 2023 | De Baschung à Bashung       | FR199 (1 Wo.)FR | — | — | Erstveröffentlichung: 8. September 2023                    |
| 2024 | L’album de sa vie           | FR23 (15 Wo.)FR | BEW50 (1 Wo.)BEW | — | Erstveröffentlichung: 8. März 2024                         |

grau schraffiert: keine Chartdaten aus diesem Jahr verfügbar
Weitere Kompilationen
- 1993: Bashung 1979 / 1993 (FR: Gold)
- 1993: Réservé aux indiens
- 1998: Mes petites entreprises
- 1998: Master Série – Vol. 1 (FR: Gold)

### Tributealben
- 2011: Tels Alain Bashung

### Singles
| Jahr | Titel Album                             | Höchstplatzierung, Gesamtwochen, AuszeichnungChartplatzierungen (Jahr, Titel, Album, Platzierungen, Wochen, Auszeichnungen, Anmerkungen) | Höchstplatzierung, Gesamtwochen, AuszeichnungChartplatzierungen (Jahr, Titel, Album, Platzierungen, Wochen, Auszeichnungen, Anmerkungen) | Höchstplatzierung, Gesamtwochen, AuszeichnungChartplatzierungen (Jahr, Titel, Album, Platzierungen, Wochen, Auszeichnungen, Anmerkungen) | Anmerkungen                          |
| Jahr | Titel Album                             | FR | BEW | CH | Anmerkungen                          |
| ---- | --------------------------------------- | --- | --- | --- | ------------------------------------ |
| 1981 | Vertige de l’amour Pizza                | FR— GoldFR | — | CH88 a (1 Wo.)CH |                                      |
| 1992 | Osez Joséphine                          | FR22 (13 Wo.)FR | — | CH65 a (1 Wo.)CH |                                      |
| 1998 | La nuit je mens Fantaisie militaire     | FR41 (16 Wo.)FR | — | — |                                      |
| 2008 | Résidents de la République Bleu pétrole | — | BEW6 (7 Wo.)BEW | CH49 (1 Wo.)CH |                                      |
| 2009 | Je t’ai manqué Bleu pétrole             | — | BEW26 (1 Wo.)BEW | — |                                      |
| 2009 | Sur un trapèze Bleu pétrole             | — | BEW20 (1 Wo.)BEW | — | Erstveröffentlichung: 5. Januar 2009 |

grau schraffiert: keine Chartdaten aus diesem Jahr verfügbar
Weitere Singles
- 1980: Gaby Oh! Gaby (FR: Gold)
- 2018: Immortels (FR: Gold)